# 普亚
普亚（法語：Pouillat，法語發音：[puja]）是法国东部安省的一个市镇，属于布雷斯地区布尔格区。

## 地理
普亚（46°19'38"N, 5°25'42"E）面积6.23 平方千米，位于法国奥弗涅-罗讷-阿尔卑斯大区安省，该省份为法国东部省份，北起汝拉省，西北接索恩-卢瓦尔省，西接罗讷省和里昂大都会，南至伊泽尔省，东与萨瓦省、上萨瓦省和瑞士接壤。
与普亚接壤的市镇（或旧市镇、城区）包括：蒙弗勒尔、尼维涅和叙朗、瓦勒叙朗。

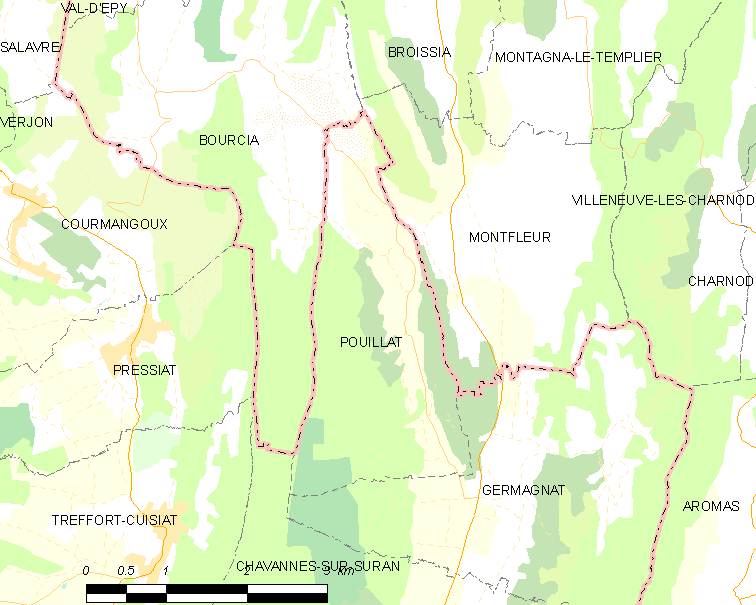
普亚的OSM定位图

普亚的时区为UTC+01:00、UTC+02:00（夏令时）。

## 行政
普亚的邮政编码为01250，INSEE市镇编码为01309。

## 政治
普亚所属的省级选区为圣艾蒂安迪布瓦县。

## 人口

1962-2008年间普亚人口变化图示

普亚于2022年1月1日时的人口数量为79人。